# After Midnight (píseň)
„After Midnight“ je píseň amerického písničkáře JJ Calea. Dříve než Cale ji však nahrál anglický kytarista Eric Clapton a vydal ji v srpnu 1970 na svém prvním sólovém albu Eric Clapton. Až poté, co se z písně stal hit, ji nahrál i Cale; a to na svém albu Naturally z roku 1972. Později píseň nahrála řada dalších hudebníků, mezi které patří například Maggie Bell, Tom Shaka nebo Chris Farlowe. Velšský hudebník John Cale byl s JJ Calem několikrát zaměněn a napsal o tom píseň „Autobiography“, ve které například zmiňuje, že není autorem písně „After Midnight“.
Českou coververzi s názvem „Jednou dvakrát“ nahrál s vlastním textem Petr Kalandra se skupinou Blues Session v roce 1993.